# Scope Group
Scope Group — рейтинговое агентство, занимающееся исследованиями и анализом рисков для всех групп активов со штаб-квартирой в г. Берлине.
Компания была основана как европейская альтернатива американским агентствам Moody's, Standard & Poor's і Fitch.

## О компании
Компания Scope была основана в 2002 году Флорианом Шоллером в Берлине. Её совладельцами сейчас являются около 70 акционеров, включая и самого основателя. К числу акционеров сегодня принадлежат также Стефан Квандт, Манфред Генц, Герман Симон, и институциональные инвесторы, такие как немецкие страховщики HDI, Signal Iduna, SV SparkassenVersicherung, Swiss Mobiliar Insurance Company, австрийский B&C Industrieholding и люксембургский Foyer Assurances Insurance. RAG Foundation, один из самых больших фондов Германии, участвует в Scope с 2019 года.
Кроме штаб-квартиры в Берлине, Scope имеет филиалы в Франкфурте, Гамбурге, Лондоне, Мадриде, Милане, Осло и Париже. Всего в компании работает около 250 человек.
В сотрудничестве с газетой Handelsblatt Scope Group один раз в год вручает награды Scope Awards. Их получают компании, признанные Scope Group лучшими поставщиками фондовых продуктов и услуг в немецкоязычных странах.
С 1 августа 2016 года компания Scope взяла под контроль рейтинговое подразделение Feri Group, а с 1 января 2021 года — Euler Hermes Rating GmbH от Euler Hermes.

## Основные направления деятельности
Деятельность Scope Group разделена на четыре сферы:
- Scope Ratings — сектор, предлагающий услуги в области анализа кредитных рисков, способствует увеличению количества и качества аутентичной информации для институциональных инвесторов. Scope Ratings — это рейтинговое агентство, зарегистрированное в соответствии с Регламентом ЕС о рейтингах, со статусом «Независимое учреждение оценки кредитов» (англ. External Credit Assessment Institution (ECAI) ))[2]. Обычно аналогичные рейтинги формируются американскими агентствами Moody's, Standard & Poor's и Fitch Ratings Fitch, которые доминируют в мировом рейтинговом бизнесе с долей рынка более 90 процентов;
- Scope ESG Analysis — проводит анализ влияния на ESG (англ. Environmental, social and corporate governance) на базе количественной макроэкономической модели. Кроме того, Scope предлагает «Мнение посторонних организаций» (англ. Second Party Opinions) для эмитентов зелёных облигаций, социальных облигаций и облигаций устойчивого развития;
- Scope Fund Analysis — специализируется на анализе, оценке и формировании рейтингов долевых инвестиционных фондов и альтернативных инвестиционных фондов, а также компаний по управлению активами и эмитентов сертификатов; Scope Fund Analysis — предлагает услуги в области анализа рисков и доходности а также постоянного мониторинга рисков;
- Scope Investor Services — поддерживает инвесторов в выборе менеджеров и фондов, а также разрабатывает портфельные стратегии для косвенных инвестиций.